# Kanton Eymoutiers
Der Kanton Eymoutiers ist seit 1790 ein französischer Wahlkreis im Arrondissement Limoges, im Département Haute-Vienne und in der Region Nouvelle-Aquitaine; sein Hauptort ist Eymoutiers.

## Geografie
Der Kanton Eymoutiers liegt im Mittel 472 Meter über Normalnull, zwischen 290 Metern in Bujaleuf und 799 Metern in Beaumont-du-Lac.

## Gemeinden
Der Kanton besteht aus 32 Gemeinden mit insgesamt 19.511 Einwohnern (Stand: 1. Januar 2022) auf einer Gesamtfläche von 975,63 km²:
| Gemeinde                 | Einwohner 1. Januar 2022 | Fläche km² | Dichte Einw./km² | Code INSEE | Postleitzahl |
| ------------------------ | ------------------------ | ---------- | ---------------- | ---------- | ------------ |
| Augne                    | 124                      | 17,59      | 7                | 87004      | 87120        |
| Beaumont-du-Lac          | 136                      | 23,91      | 6                | 87009      | 87120        |
| Bujaleuf                 | 873                      | 41,17      | 21               | 87024      | 87460        |
| Château-Chervix          | 791                      | 51,05      | 15               | 87039      | 87380        |
| Châteauneuf-la-Forêt     | 1.536                    | 29,25      | 53               | 87040      | 87130        |
| Cheissoux                | 223                      | 10,21      | 22               | 87043      | 87460        |
| Coussac-Bonneval         | 1.272                    | 66,73      | 19               | 87049      | 87500        |
| Domps                    | 99                       | 13,54      | 7                | 87058      | 87120        |
| Eymoutiers               | 2.067                    | 70,22      | 29               | 87064      | 87120        |
| Glanges                  | 510                      | 22,85      | 22               | 87072      | 87380        |
| La Croisille-sur-Briance | 690                      | 43,61      | 16               | 87051      | 87130        |
| La Porcherie             | 518                      | 31,34      | 17               | 87120      | 87380        |
| Linards                  | 1.004                    | 36,30      | 28               | 87086      | 87120        |
| Magnac-Bourg             | 1.115                    | 15,11      | 74               | 87088      | 87380        |
| Masléon                  | 286                      | 8,72       | 33               | 87093      | 87130        |
| Meuzac                   | 733                      | 43,40      | 17               | 87095      | 87380        |
| Nedde                    | 455                      | 52,73      | 9                | 87104      | 87120        |
| Neuvic-Entier            | 874                      | 39,34      | 22               | 87105      | 87130        |
| Peyrat-le-Château        | 1.028                    | 52,96      | 19               | 87117      | 87470        |
| Rempnat                  | 145                      | 20,91      | 7                | 87123      | 87120        |
| Roziers-Saint-Georges    | 161                      | 11,66      | 14               | 87130      | 87130        |
| Saint-Amand-le-Petit     | 112                      | 15,31      | 7                | 87132      | 87120        |
| Sainte-Anne-Saint-Priest | 140                      | 16,54      | 8                | 87134      | 87120        |
| Saint-Germain-les-Belles | 1.148                    | 37,28      | 31               | 87146      | 87380        |
| Saint-Gilles-les-Forêts  | 44                       | 8,28       | 5                | 87147      | 87130        |
| Saint-Julien-le-Petit    | 296                      | 29,13      | 10               | 87153      | 87460        |
| Saint-Méard              | 367                      | 24,51      | 15               | 87170      | 87130        |
| Saint-Priest-Ligoure     | 696                      | 41,13      | 17               | 87176      | 87800        |
| Saint-Vitte-sur-Briance  | 323                      | 20,66      | 16               | 87186      | 87380        |
| Surdoux                  | 54                       | 3,88       | 14               | 87193      | 87130        |
| Sussac                   | 364                      | 25,42      | 14               | 87194      | 87130        |
| Vicq-sur-Breuilh         | 1.327                    | 50,89      | 26               | 87203      | 87260        |
| Kanton Eymoutiers        | 19.511                   | 975,63     | 20               | 8707       | –            |

Der Kanton bestand bis zur landesweiten Neugliederung der Kantone 2015 aus zwölf Gemeinden auf einer Fläche von 364,22 km²: Augne, Beaumont-du-Lac, Bujaleuf, Cheissoux, Domps, Eymoutiers (Hauptort), Nedde, Peyrat-le-Château, Rempnat, Saint-Amand-le-Petit, Sainte-Anne-Saint-Priest und Saint-Julien-le-Petit. Er besaß vor 2015 einen anderen INSEE-Code als heute, nämlich 8709.